# Академик Вернадский (антарктическая станция)

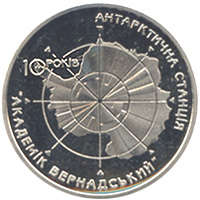
Юбилейная монета, выпущенная к 10-летию передачи станции «Фарадей» Украине. На реверсе изображён абрис Антарктиды и в центре нуля надпись «10 лет» звёздочкой обозначено географическое расположение станции.

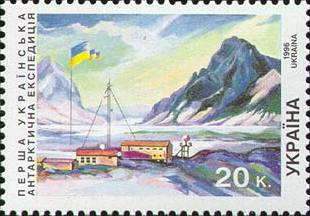
Почтовая марка «Первая украинская антарктическая экспедиция», 1996

Акаде́мик Верна́дский (укр. Академік Вернадський) — украинская антарктическая станция, расположенная на острове Галиндез Аргентинского архипелага, вблизи Антарктического полуострова.
Как структурное подразделение Академии наук Украины была создана в феврале 1996 года, когда станция «Фарадей» была передана Украине Британской Антарктической службой за символическую цену в один фунт стерлингов и переименована в «Академик Вернадский».
Станция названа в честь академика Владимира Ивановича Вернадского (1863—1945), одного из основателей и первого президента Академии наук Украины.
На станции проводятся исследования, определённые Меморандумом о передаче станции «Фарадей» Украине. Одновременно они являются составными частями Государственной программы исследований Украины в Антарктиде, которая была разработана на период до 2010 года.
В километре от рабочих и жилых корпусов станции на соседнем острове Винтер расположен небольшой музей, посвященный британскому освоению Антарктиды и собственно самой британской станции «Фарадей», в котором помимо карт и статей экспонируются предметы быта и снаряжения экспедиционеров.

## История станции

### Британский период
Научная база на Аргентинских островах вблизи Антарктического полуострова была основана во время Британской экспедиции на Землю Грейама в 1934—1937 годах. Как постоянно действующая метеообсерватория, база под названием «Аргентинские острова» начала работать на территории Уорди-Хаус острова Винтер с 1947 года. Всего станция под британским флагом проработала 49 лет и 31 день — с 7 января 1947 года по 6 февраля 1996 года. Основной целью зимовщиков были исследования в области геофизики, метеорологии и изучения ионосферы. За функционирование станции отвечала Служба зависимостей Фолклендских островов (сейчас — Британская антарктическая служба, англ. British Antarctic Survey). В мае 1954 года станция была перенесена на мыс Марина, находящийся на острове Галиндез, её главное здание получило название «Дом коронации» в честь коронации Елизаветы II.
После 1953 года тут было возведено ещё несколько строений, большая же часть была построена в 1979—1980 годах. Весь комплекс зданий располагается на каменном основании острова Галиндез. На станции во время смены экспедиций может работать до 24 человек, а штат зимовщиков составляет 12 человек. На территории станции расположено два модуля из немагнитного материала, где установлены магнитометры, аэрологический павильон (используется также как гараж для двух снегоходов), дом ДНЧ-лаборатории, столярная мастерская с двумя холодильниками, строение аварийной базы, которая приспособлена под склад оборудования и запаса продуктов. В 1984 году был также построен небольшой домик аварийной базы на полуострове за 9 км от станции — дом Расмуссена.
В ноябре 1976 года на Южном Туле была построена база аргентинских ВВС. В связи с этим, а также из-за британско-аргентинского территориального спора 1960-х — 1970-х годов, было принято решение о переименовании британской арктической станции. 15 августа 1977 года она получила название в честь Майкла Фарадея — Station F — Faraday. В сентябре 1976 года на острове Расмуссен был установлен памятный крест в честь Г. Х. Харгривза, М. А. Уокера и Г. Дж. Уитфилда. 14 августа 1982 года был установлен ещё один мемориальный крест в честь А. К. Моргана, К. П. Оклтона и Дж. Колла.

### Украинский период

Логотип станции

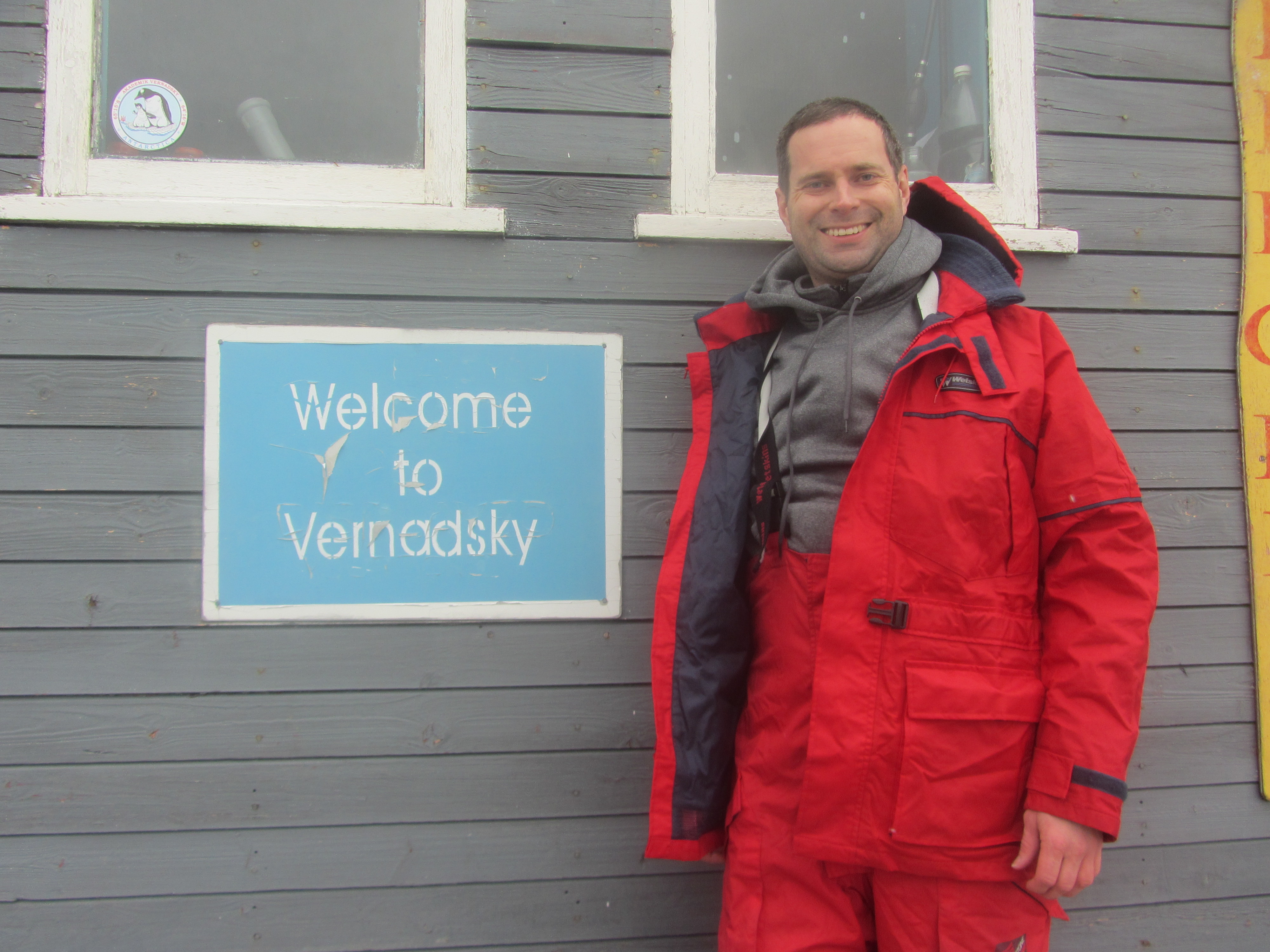
«Добро пожаловать на антарктическую станцию „Академик Вернадский“»

После распада СССР все советские антарктические станции как имущество перешли к России. Поэтому на протяжении февраля-августа 1992 года академиком Петром Гожиком и рядом других учёных и специалистов были направлены ряд инициативных писем и обращений к государственным органам по поводу необходимости деятельности Украины в Антарктиде. 3 июля 1992 года президент Украины Леонид Кравчук издал указ об участии Украины в исследовании Антарктиды.
В августе 1992 года Украинский парламент одобрил присоединение Украины к Антарктическому договору, а 26 октября 1993 года в составе Академии Наук Украины появился Центр антарктических исследований (ЦАИ), который возглавил его создатель Пётр Гожик.
В ноябре 1993 года Великобритания распространила через свои посольства предложения о передаче станции Фарадей на острове Галиндез Аргентинского архипелага одной из «неантарктических» стран. В марте-апреле 1994 года А. Чебуркин первым отправляется на станцию «Фарадей». В августе 1994 БАС принимает решение передать станцию «Фарадей» Украине, предлагая отправить трёх исследователей для дополнительного изучения систем жизнеобеспечения станции, научной деятельности, которая на ней проводится, топливного хозяйства и системы связи.
В августе-сентябре 1994 года проходила 23-я сессия SCAR, на которой Украина вступила в эту международную организацию, которая занимается научными исследованиями в Антарктике.
21 ноября года фонд «Возрождение» выделяет 12 000 долларов на проект «Украина возвращается в Антарктику». 5 декабря 1994 года экспедиция в составе сотрудников ЦАИ Ю. Оскрета (начальник экспедиции), А. Люшнивского (системы связи), В. Гергиева (системы жизнеобеспечения) и сотрудника КГУ Г. Милиневского (научные программы) вылетает в Кембридж, а 12 декабря — на станцию «Фарадей», для участия в совместной британско-украинской экспедиции. 18 декабря 1994 года над «Фарадеем» был поднят флаг Украины. 20 июля 1995 года в Лондоне посол Украины Сергей Комиссаренко подписывает межправительственное соглашение, а директор ЦАИ Пётр Гожик — Меморандум между ЦАИ и БАС о передаче антарктической станции «Фарадей» Украине не позже 31 марта 1996 года.

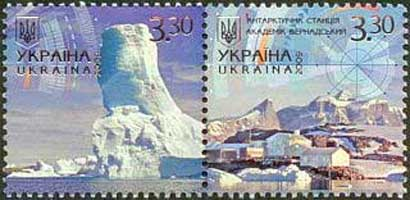
Антарктическая станция «Академик Вернадский» на почтовой марке Украины, 2009

Первая экспедиция прошла успешно. За высокий профессионализм, проявленный в экстремальных условиях Антарктиды при выполнении заданий Первой украинской антарктической экспедиции, Указом Президента Украины в апреле 1998 года орденом «За заслуги» ІІІ степени был награждён Г. П. Милиневский (начальник станции), орденом «За мужество» ІІІ степени был награждён В. Г. Бахмутов (геофизик) и Л. С. Говоруха (гляциолог). На станции осталась памятка со списком участников Первой антарктической экспедиции.
В марте 2011 года Архиепископ Львовский и Галицкий Августин (Маркевич) освятил собранную здесь часовню во имя святого равноапостольного князя Владимира.
В конце 2014 года выезд 12 полярников — участников XIX Украинской антарктической экспедиции, следующая экспедиция, а также вся украинская программа антарктических исследований оказались под угрозой из-за финансовых проблем, вызванных падением курса гривны и другими проблемами украинского государства. Но эта угроза не осуществилась, станция продолжила работу.
В марте 2018 года Министерством образования и науки Украины запущена программа по проведению капитального ремонта на станции. В частности, начаты работы по установке метеорологических радаров производства Харьковского радиоастрономического института. В сентябре того же года Министерством образования и науки Украины объявлено о наборе без каких-либо гендерных ограничений участников XXIV антарктической экспедиции (2019—2020 гг.).
В 2021 году Украина купила у Великобритании ледокол «Джеймс Кларк Росс» за 5 миллионов долларов, хотя начальная цена составляла 10 миллионов долларов. 5 октября он прибыл в Одессу, где впоследствии он был переименован в «Ноосферу». Данный ледокол по замыслу должен был быть задействован в обучении студентов, а также использоваться для доставки необходимых грузов для Украинской станции в Антарктиде и в исследованиях мирового океана. 28 января 2022 года он отправился в свой первый рейс из Одессы до Антарктического полуострова.
В программу исследований «Ноосферы» пришлось внести значительные коррективы из-за начавшейся в феврале 2022 года войны. Возвращение «Ноосферы» в Одессу отложено до окончания военных действий. 12 апреля на станции «Академик Вернадский» впервые прошла пересменка, в которой был задействован украинский ледокол. Далее судно направилось в Чили. По сообщению Национального антарктического научного центра, экспедицией были взяты пробы донных отложений в океане, с использованием метода батиметрического профилирования был изучен подводный рельеф пролива Пенола. Пробы донных отложений были взяты в обнаруженных прогибах дна, находящихся по обе стороны подводной возвышенности. Исследования отложений планируется провести в лабораториях Киева и Одессы.

## Направления научных исследований
- Общие исследования и сбор данных для формирования баз: мониторинг окружающей среды региона на всех уровнях геосферы[9];
- Передача результатов исследований в международные центры: Всемирную метеорологическую организацию, Международную сеть магнитометрических станций (INTERMAGNET), МАГАТЭ, Британскую Антарктическую службу[англ.] (BAS)[9];
- Изучение магнитного поля Земли[9];
- Зондирование ионосферы Южного полярного региона радиоволнами[9];
- Гидрометеорологические исследования[9];
- Геолого-геофизические исследования (литосферы)[9];
- Исследование биосферы Западной Антарктики[9];
- Медико-физиологические[9]

Будучи одной из старейших действующих баз в Антарктиде, станция Вернадского стала базой научных исследований долгосрочных трендов температуры, указывающих на глобальное потепление. В исследовании, опубликованном в апрельском выпуске Международного журнала климатологии за 2013 год, приводился анализ наблюдаемых ежедневно температуры на станции Фарадея/Вернадского с 1947 по 2011 год. В статье был сделан вывод, что «на станции Фарадей/Вернадский наблюдается значительный тренд потепления примерно на 0,6 °C/десятилетие. (1,1 °F) в течение последних нескольких десятилетий. В то же время уменьшилась величина экстремально низких температур».

## Результаты выполнения Государственной программы проведения исследований в Антарктике на 2002—2010 годы
- Создан систематизированный каталог первичных образцов, картографических материалов и схем разрезов (профилей) геолого-геофизического содержания с использованием спутниковых данных, разработан метод гравиметрической томографии, который позволил отразить внутреннюю структуру земных недр и выявить перспективные нефтегазовые месторождения (расчетные запасы нефти в Антарктике составляют 107 млрд тонн, природного газа — 15 трлн кубометров);
- Были проведены биоресурсные и океанографические работы во время морских экспедиций на научно-исследовательском судне «Эрнст Кренкель», которые способствовали углублению представления о морских экосистемах региона и подтвердили перспективность атлантической части Антарктики для промысла криля и рыбы;
- Впервые в мире сформулирована концепция исследования техногенного воздействия на «электромагнитный климат» Земли, разработан метод долгосрочного прогноза погоды для Антарктического полуострова, антарктическая станция «Академик Вернадский» включена в глобальную систему отслеживания климатических изменений;
- Вблизи антарктической станции «Академик Вернадский» был заложен биогеографический полигон на базе уникального антарктического ландшафтного оазиса, создана топографическая карта полигона, применение комплексного подхода к изучению антарктической флоры и фауны позволило получить принципиально новые данные о фитовирусах и грунтовых микробных ценозах;
- На антарктической станции «Академик Вернадский» была внедрена технология по переработке твёрдых пищевых отходов, результаты медико-биологических исследований украинских учёных были учтены при разработке медицинских стандартов и создании международной системы здравоохранения в Антарктике[10].

## Часовня Святого Равноапостольного князя Владимира
В 2011 году на станции открыта православная часовня. Чин освящения нового храма-часовни во имя святого равноапостольного князя Владимира совершил архиепископ Львовский и Галицкий Августин. Часовня принадлежала УПЦ Московского патриархата. 7 марта 2019 года перешла к поместной автокефальной Православной церкви Украины.

## Бар «Фарадей»

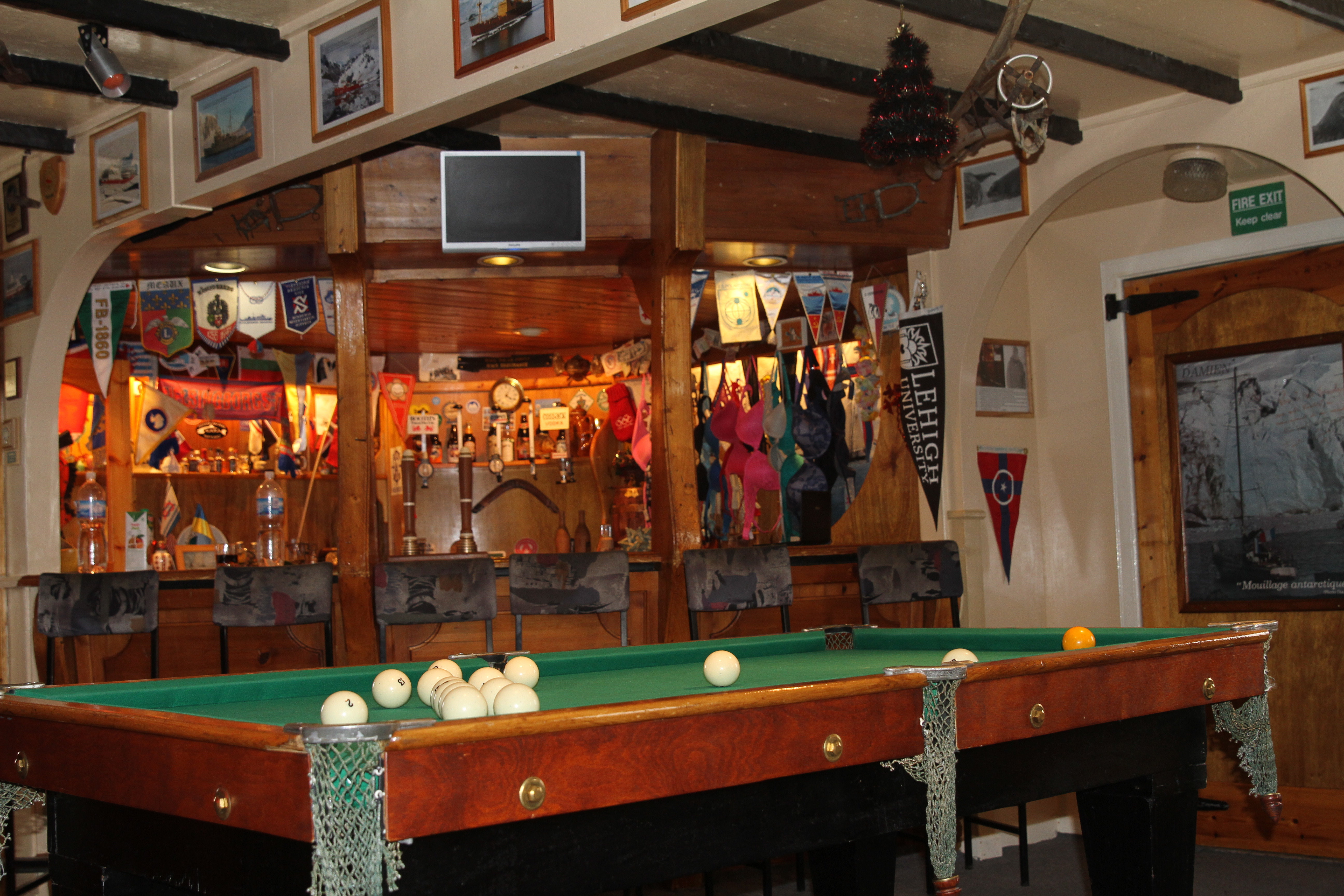

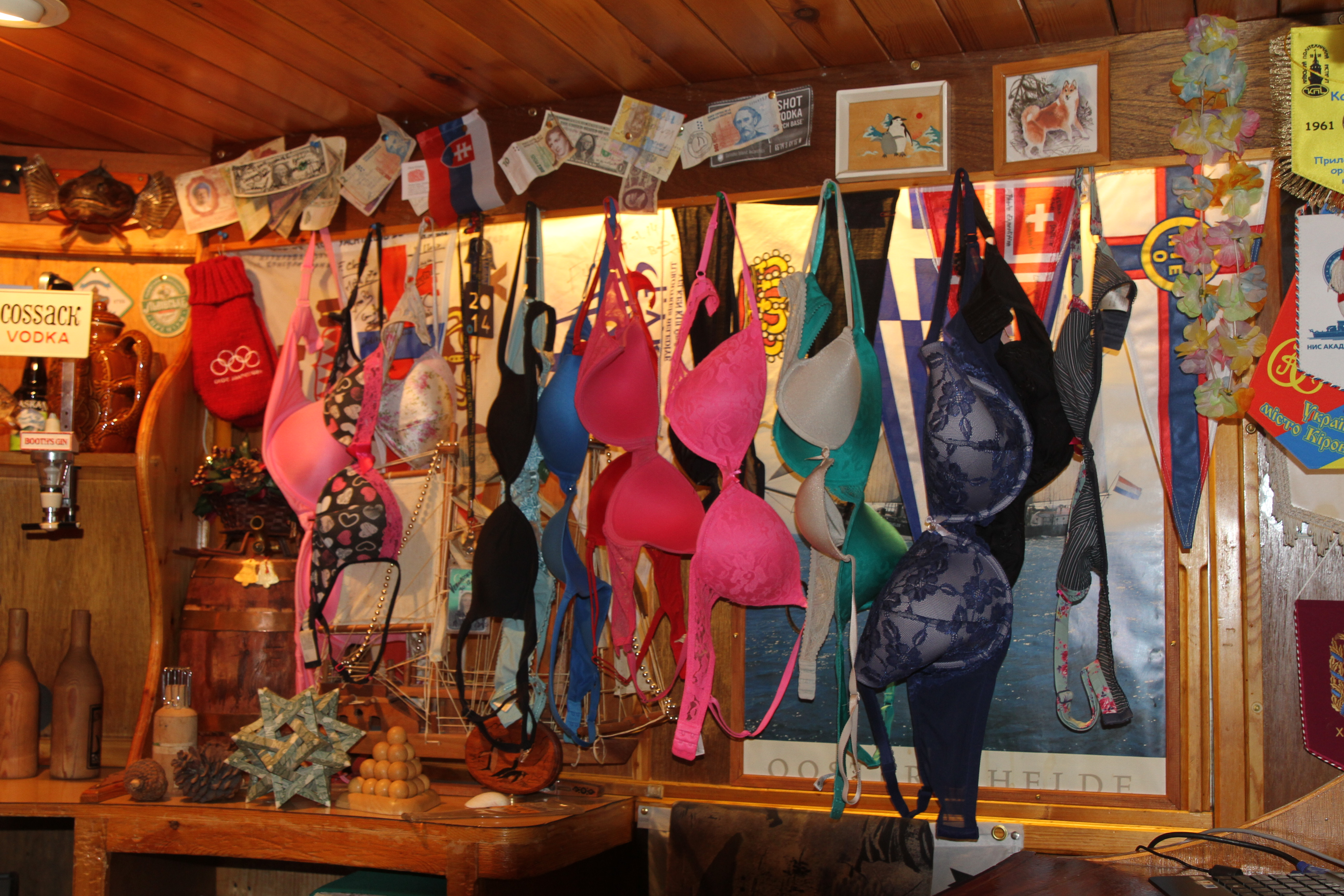

Самый южный в мире бар. В течение сезона 2018 года его посетило около 4000 туристов.
В небольшой комнате — три столика и семь мест для посетителей.
В барную стойку вмонтирована монета в 1 фунт стерлингов — именно за неё была символично куплена станция в 1996 году
В баре подают настойку под названием «Вернадовка», созданную по фирменному рецепту на собранном полярниками самогонном аппарате. Также подают вино и пиво.
Британские эксперты Джоэл Харрисон и Нейл Ридли собрали в своей книге лучшие бары на всех континентах. В Антарктиде лучшим был назван именно бар «Фарадей».
В баре «Фарадей» женщин угощают алкоголем бесплатно, но они взамен должны подарить бармену бюстгальтер. За стойкой бара демонстрируется их коллекция. В течение сезона 2018 года его посетило около 4000 туристов.
Бар является местом отдыха и развлечений для полярников в выходные дни. Здесь играют на бильярде и в дартс, встречают Новый год. Помещение бара используют для обустройства избирательного участка во время президентских и парламентских выборов на Украине.